# کریستیانا پالاتزونی
کریستیانا پالاتزونی (ایتالیایی: Cristiana Palazzoni؛ زادهٔ ۲۷ دسامبر ۱۹۷۱) مجری تلویزیون و روزنامه‌نگار اهل ایتالیا است.
وی دانش‌آموختهٔ دانشگاه پروجاست و با شبکه‌های مختلف تلویزیونی ایتالیا همچون «اخبار ۲۴ ساعتهٔ رای»، «TG2» و «TG3» همکاری داشته است.
از فیلم‌ها یا مجموعه‌های تلویزیونی که وی در آن‌ها نقش داشته است می‌توان به تقدیم به رم با عشق اشاره نمود.